# Bărbătești (Vâlcea)
Bărbătești es una comuna ubicada en el distrito Vâlcea, Rumania.

## Superficie
Posee una superficie de 41,25 kilómetros cuadrados.

## Demografía
Hasta 2021 la población era de 2853 habitantes, con una densidad de población de 69,16 habitantes por kilómetro cuadrado.